# Norfolk (ostrov)
Norfolk (anglicky Norfolk Island, norfolksky Norf´k Ailen)je souostroví třech ostrovů v jižním Tichém oceánu. Leží na 29°2′28″ j. š., 167°57′22″ v. d., 1600 km východně od Austrálie na kontinentálním fragmentu Zélandie, 1 450 km severozápadně od Nového Zélandu a 750 km jižně od Nové Kaledonie. Spolu se dvěma sousedními ostrovy Phillipovým ostrovem (anglicky: Phillip Island) a ostrovem Nepean (anglicky: Nepean Island) tvoří Norfolk jedno z vnějších teritorií Austrálie.
Symbolem ostrova, vyobrazeným i na jeho vlajce, je jehličnan blahočet ztepilý (Araucaria heterophylla), endemit, který ve volné přírodě roste pouze zde, i když se v jiných částech světa pěstuje jako pokojová rostlina.

## Dějiny

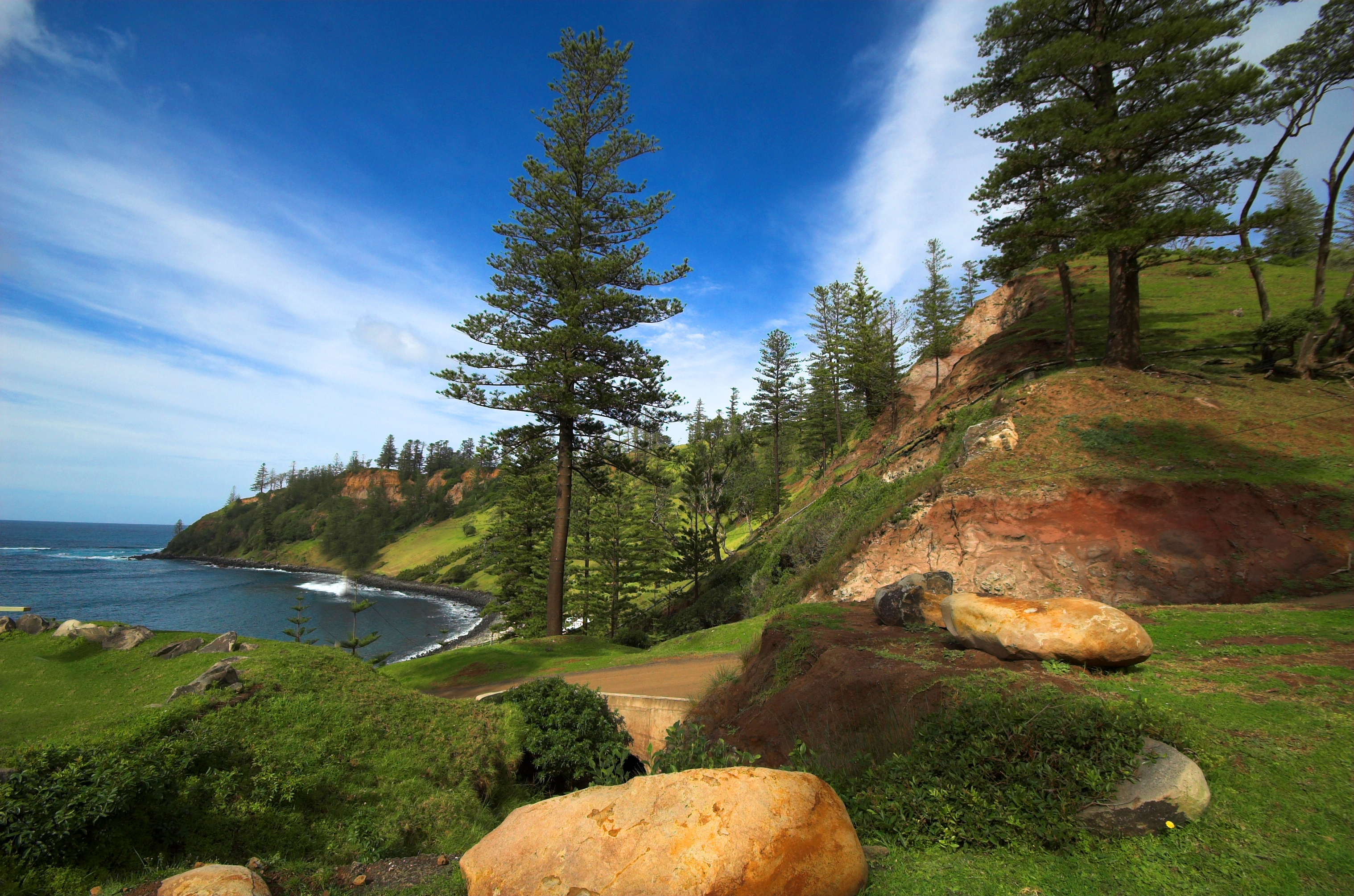
Blahočet ztepilý, typická dřevina ostrova

Norfolk byl poprvé osídlen mořeplavci z východní Polynésie, pravděpodobně z ostrovů Kermadek na sever od Nového Zélandu. Připluli ve 14. nebo 15. století a udrželi se zde po několik generací, než zmizeli neznámo kam. Pozůstatky jejich vesnice byly vykopány u Emily Bay. Zůstaly tu po nich kamenné nástroje, krysy a banánovníky.[zdroj?]
První Evropan, o němž se ví, že ostrov spatřil, byl v roce 1774 kapitán James Cook na své druhé cestě do jižního Pacifiku s lodí Resolution. Cook ostrov pojmenoval Duchess of Norfolk po vévodkyni z Norfolku, ženě Edwarda Howarda, 9. hraběte z Norfolku (1685–1777). Cook vstoupil na pobřeží v úterý 11. října 1774 a údajně na něj udělaly velký dojem vysoké rovné stromy a lnu příbuzné rostliny. Odvezl do Británie vzorky se zprávou o jejich potenciálním využití pro královské námořnictvo. Spojené království tehdy bylo velmi závislé na lnu (na plachty) a konopí (na lana) z pobřeží u baltských přístavů. Jakékoli ohrožení dodávek přímo ohrožovalo sílu královského námořnictva. Britové také využívali dřevo z Nové Anglie, a jeho dodávky se zastavily za války o americkou nezávislost. Nález alternativních zdrojů na Norfolku tak někteří historici považují za hlavní důvod založení osady pro trestance z Nového Jižního Walesu v roce 1788.[zdroj?]
Populace rostla a mnozí trestanci se rozhodli na ostrově zůstat jako osadníci i po vypršení svého trestu. V roce 1792 zde bylo už 1000 obyvatel. Kvůli značné vzdálenosti ostrova od Sydney, a tudíž vysokým nákladům na zásobování a komunikaci však po pár letech král navrhl zrušení osady. Svobodným osadníkům se nechtělo opustit zemi, v níž začínali zapouštět kořeny, ale v letech 1813 až 1814 odešlo i posledních 200 lidí, kteří na ostrově ještě zbývali.[zdroj?]
Trestanecká osada byla obnovena v roce 1825, poté, co britská vláda uložila Thomasi Brisbanovi, tehdejšímu guvernérovi Nového Jižního Walesu, aby obsadil Norfolk jako místo, kam se budou posílat „ti nejhorší zločinci“. Odlehlost ostrova, dříve považovaná za nevýhodu, nyní umožňovala odsunout recidivisty tak daleko od společnosti, jak jen bylo možné. Brisbane ujistil své nadřízené, že „zločinci poslaní sem budou navždy zbaveni naděje, že by se někdy mohli vrátit“. I Brisbanovi následovníci v úřadě považovali deportaci na Norfolk za poslední trest před trestem smrti. Trestanci byli drženi v železech a v nelidských podmínkách.[zdroj?]
Po vzpouře vězňů v roce 1834 ostrov navštívil otec William Ullathorne, generální vikář ze Sydney, aby poskytl útěchu vzbouřencům odsouzeným k smrti. To, co viděl, bylo prý „nejsrdceryvnější scénou, jaké byl kdy svědkem“. „Byl šokován, když zjistil, že „každý, kdo slyšel o odročení svého trestu, hořce zaplakal, zatímco každý, kdo slyšel o svém odsouzení k smrti, padl na kolena s očima suchýma a děkoval Bohu.“ Úřední zpráva Roberta Pringla Stuarta z roku 1846 vynesla na světlo nedostatek a špatnou kvalitu jídla, nevhodné ubytování, mučení a neustávající bičování, neposlušnost trestanců a korupci dohlížitelů. Britská vláda začala vyklízet druhou trestaneckou osadu po roce 1847 a poslední trestanci byli v květnu 1855 převezeni na Tasmánii.[zdroj?]
8. června 1856 dorazila na Norfolk nová skupina vystěhovalců, celkem 194 osob. Byli to potomci Tahiťanů a vzbouřenců z Bounty, přesídlení z Pitcairnových ostrovů (6120 km na východ od Norfolku), které už byly příliš malé pro jejich rostoucí populaci. Britská vláda povolila jejich přesun na Norfolk, na kterém byla ustavena nová kolonie, oddělená od Nového Jižního Walesu, nicméně ve správě guvernéra z Nového Jižního Walesu. Pitcairňané obsadili mnohé budovy, které zde zůstaly po trestanecké kolonii, a začali se živit farmařením a velrybářstvím. Přestože se některé rodiny v příštích letech rozhodly vrátit na Pitcairn (43 lidí), norfolkská populace nadále pomalu rostla a přijímala nové osadníky, kteří nezřídka přijížděli na velrybářských lodích.[zdroj?]
Po vytvoření Australského společenství v roce 1901 byl Norfolk zařazen pod jurisdikci nové australské vlády jako externí teritorium, na přelomu let 1913/14. Během druhé světové války byl Norfolk klíčovou leteckou základnou mezi Austrálií a Novým Zélandem. Spadal do oblasti, za kterou zodpovídal Nový Zéland, a byl tedy hlídán jednotkou novozélandské armády. Během války na ostrov nicméně nikdo nezaútočil.[zdroj?]
V roce 1979 poskytla Austrálie Norfolku autonomii. Ostrované si volí svou vládu, která spravuje většinu norfolkských záležitostí. Na druhou stranu Norfolčané nemají zastoupení v australském parlamentu a jsou jedinou skupinou obyvatel australského státu nebo teritoria, která tam není zastoupena. V roce 2006 byla v přípravě reforma tohoto modelu. 20. prosince 2006 bylo rozhodnuto, že neproběhne žádná změna ve správě Norfolku.[zdroj?]
Od 1. července 2016 je Norfolk začleněn do Austrálie přímo a jsou zde v platnosti australské zákony Nového Jižního Walesu. Zatím je řízen administrátorem z Canberry, neboť na ostrově se proti reformě zvedl odpor. Pro cestující z Austrálie se však již jedná o vnitrostátní let.

### Australští administrátoři
- 1976–1979 Desmond Vincent O'Leary
- 1979–1985 Raymond Edward Trebicco
- 1985–1989 John A. Matthew
- 1989–1992 H. B. MacDonald
- 1992–1997 Alan Gardner Kerr
- 1997–1997 Ralph Alexander Condoleezzu
- 1997–2003 Anthony John Messner
- 2003–2007 Grant Tambling
- 2007–2012 Owen Walsh
- 2012–2014 Neil Pope
- 2014–2017 Gary Hardgrave
- 2017–2023 Eric Hutchinson
- 2023–nyní George Plant[7]

## Symboly
Norfolk, australské závislé území, užívá vedle australských symbolů i své vlastní.

### Vlajka
Norfolkská vlajka je tvořena listem o poměru stran 1:2, se třemi svislými pruhy, zeleným, bílým a zeleným (v poměru šířek 7:9:7). Uprostřed bílého pruhu je vyobrazeni stožárovitého, pravidelně větveného stromu rodu araukária (Araucaria heterophylla neboli blahočet ztepilý) v zelené barvě.

### Hymna
Hymnou Norfolku, ale zároveň i Pitcairnových ostrovů (závislého území Spojeného království) je píseň Come Ye Blessed (česky Pojďte, požehnaní). Text písně je převzaty z Matoušova evangelia. Hudbu složil John Prindle Scott.

## Geografie

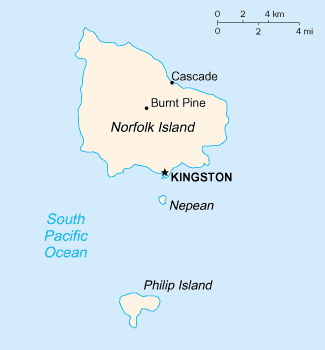
Mapa souostroví

Hlavní ostrov Norfolk se nachází v jižním Tichém oceánu, východně od Austrálie. Má plochu 34,6 km², bez významných vnitrozemských vodních ploch. Jeho pobřeží měří 32 km. Nejvyšším bodem ostrova je Mount Bates (319 m n. m.), který se nachází v severozápadní čtvrtině ostrova. Povrch je většinou vhodný pro farmářské využití.[zdroj?]
Druhým největším ostrovem teritoria je Phillip Island (Phillipův ostrov) na 29°7′ j. š., 167°57′ v. d., několik kilometrů na jih od hlavního ostrova.[zdroj?]
Třetí ostrov se nachází mezi ostrovy Norfolk Island a Phillipovým ostrovem a jmenuje se ostrov Nepean.
Pobřeží je více méně tvořeno útesy, nejsou přístavy. Veškeré cizí zboží se přiváží na lodích. Zátoka Emily Bay je chráněná před Pacifikem malým korálovým útesem a je jediným bezpečným místem ke koupání.[zdroj?]
Podnebí je subtropické a mírné, roční období se od nás liší jen málo. Ostrov je vulkanického původu. Oblast kolem Mount Batesu je chráněna jako Norfolk Island National Park. Park zahrnuje asi 10 % území ostrova, obsahuje zbytky původních lesů, včetně úseků subtropického deštného lesa. Park také zahrnuje dva menší ostrovy na jih od Norfolku, Nepean Island a Phillip Island. Vegetace na Philipovi byla devastována importovanými zvířaty (prasata, králíci), jejich stavy jsou nicméně postupně snižovány.[zdroj?]
Největší osada ostrova, Burnt Pine, se rozkládá podél Taylor's Road. Zbytek ostrova pokrývají roztroušené samoty. Vládní budovy se nacházejí v místě bývalé trestanecké osady Kingston. Kingston má nicméně spíše ceremoniální úlohu, zatímco ekonomickým centrem je Burnt Pine.[zdroj?]
Norfolk si nárokuje exkluzivní ekonomickou zónu 370 km (200 námořních mil) a teritoriální vody 6 km (3 námořní míle) od ostrovů. Ekonomická zóna slouží k rybolovu, i když se spekuluje, že by v ní mohla ležet naleziště ropy a zemního plynu.[zdroj?]

## Počasí
Norfolk má subtropické klimatické počasí, které je charakteristické teplotami od 19–28 °C v letních měsících a 20–21 °C během zimního období. Teplota moře se pohybuje mezi 19–22 °C. Průměrné roční dešťové srážky jsou 1 302 mm.

## Obyvatelstvo

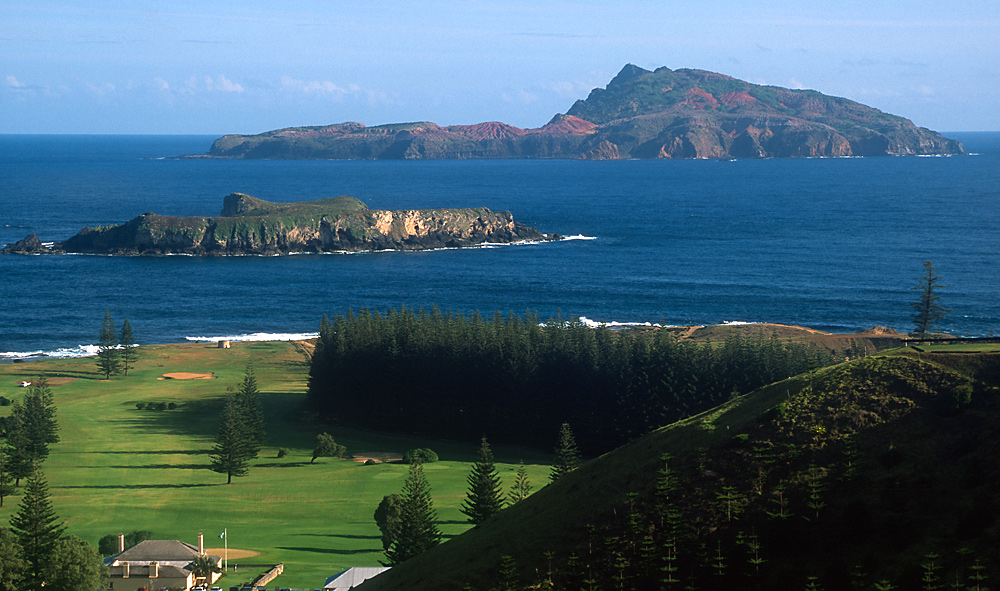
Pohled na Phillipův ostrov. V popředí ostrov Nepean.

Norfolčané mluví jak anglicky, tak kreolským jazykem známým jako norfuk (směs angličtiny 18. století a tahitštiny). Obliba norfuku klesá s rostoucím počtem turistů na ostrově a mladých lidí opouštějících ostrov kvůli práci a studiu; nicméně existují snahy udržet ho naživu, vydávají se slovníky a některé turistické atrakce se přejmenovávají norfucky. V roce 2005 byl norfuk vyhlášen druhým úředním jazykem na ostrově. Vedle potomků tahitsko-evropských míšenců (původem z Pitcairnu) jsou dalšími obyvateli běloši z Austrálie a N. Zélandu. 39 % obyvatel jsou anglikáni, přes 12 % římští katolíci, většina ostatních obyvatel se hlásí k dalším křesťanským církvím.[zdroj?]

## Příroda
Norfolk má unikátní přírodní prostředí živočichů a rostlin. Ostrov byl v průběhu sopečného vývoje izolován od ostatního prostředí a nikdy nebyl spojen s jinou pevninou. Rostliny zde vznikly šířením semen z jiných pevnin a s pomocí vání oceánských větrů. Je zde více než 40 endemických rostlin, které se vyskytují pouze na tomto ostrově. Islandská borovoce neboli blahočet ztepilý je nejvíce známým stromem na ostrově a dorůstá až do výšky 60 metrů. Nejpozoruhodnějšími zvířaty na ostrově jsou suchozemští a mořští ptáci. Existuje zde několik druhů, které se vyskytují pouze zde. Na ostrově žijí také dva ohrožené druhy plazů, gekona a skinka, kteří se vyskytují pouze na Phillipově ostrově. Ostrov Norfolk má také velmi rozmanitou faunu suchozemských hlemýžďů. Na ostrově je také řada chráněných rezervací.